# Мурська Собота
Мурська Собота (словен. Murska Sobota, нім. Olsnitz, угор. Muraszombat, прек.: Mürska Sobouta) — місто на північному сході Словенії в регіоні Прекмур'я. Адміністративний центр однойменної общини. У 2006 році місто було піднесене в ранг резиденції єпископа новоствореної єпархії Мурська Собота.

## Географія
Місто розташованого на річці Мур, за 15 км від кордонів з Австрією та Угорщиною, а відстань до найближчого великого словенського міста Марибор становить 40 км. Мурська Собота є однією з одинадцяти міських общин Словенії.

## Клімат
У місті морський клімат. Середньорічна температура становить +9,9 °C. Середньорічна кількість опадів — 843 мм.
| Клімат Мурської Соботи                     | Клімат Мурської Соботи | Клімат Мурської Соботи | Клімат Мурської Соботи | Клімат Мурської Соботи | Клімат Мурської Соботи | Клімат Мурської Соботи | Клімат Мурської Соботи | Клімат Мурської Соботи | Клімат Мурської Соботи | Клімат Мурської Соботи | Клімат Мурської Соботи | Клімат Мурської Соботи | Клімат Мурської Соботи |
| Показник                                   | Січ.                   | Лют.                   | Бер.                   | Квіт.                  | Трав.                  | Черв.                  | Лип.                   | Серп.                  | Вер.                   | Жовт.                  | Лист.                  | Груд.                  | Рік                    |
| Абсолютний максимум, °C                    | 16,4                   | 21,7                   | 25,6                   | 27,9                   | 31,4                   | 35,0                   | 35,6                   | 37,9                   | 30,6                   | 27,9                   | 21,9                   | 19,8                   | 37,9                   |
| Середній максимум, °C                      | 2,5                    | 5,8                    | 11,0                   | 15,6                   | 20,8                   | 23,7                   | 25,9                   | 25,6                   | 21,2                   | 15,2                   | 8,0                    | 3,5                    | 14,9                   |
| Середня температура, °C                    | −1,2                   | 0,9                    | 5,3                    | 9,8                    | 15,0                   | 18,0                   | 19,7                   | 19,0                   | 14,8                   | 9,4                    | 3,9                    | 0,0                    | 9,6                    |
| Середній мінімум, °C                       | −4,9                   | −3,4                   | 0,1                    | 3,9                    | 8,6                    | 11,9                   | 13,5                   | 13,0                   | 9,4                    | 4,7                    | 0,3                    | −3,1                   | 4,5                    |
| Абсолютний мінімум, °C                     | −26,9                  | −26,4                  | −18                    | −5,8                   | −4,2                   | −0,1                   | 5,1                    | 2,1                    | −3,5                   | −8,6                   | −16,6                  | −22,4                  | −26,9                  |
| Середня кількість сонячних годин на місяць | 65                     | 103                    | 148                    | 177                    | 233                    | 236                    | 265                    | 253                    | 182                    | 130                    | 72                     | 57                     | 1913                   |
| Норма опадів, мм                           | 31                     | 36                     | 47                     | 55                     | 72                     | 104                    | 97                     | 93                     | 81                     | 71                     | 70                     | 48                     | 805                    |
| Днів з опадами                             | 8,9                    | 8,2                    | 10,3                   | 11,9                   | 12,6                   | 14,4                   | 12,3                   | 11,4                   | 10,3                   | 10,2                   | 10,7                   | 10,6                   | 131,9                  |
| ------------------------------------------ | ---------------------- | ---------------------- | ---------------------- | ---------------------- | ---------------------- | ---------------------- | ---------------------- | ---------------------- | ---------------------- | ---------------------- | ---------------------- | ---------------------- | ---------------------- |

## Населення
Чисельність населення міста, станом на 2019 рік, налічує 11 129 мешканців.

## Міста-побратими
- — Інгольштадт, Німеччина
- — Бетлегем, США
- — Парачін, Сербія
- — Керменд, Угорщина
- — Турнов, Чехія

## Світлини

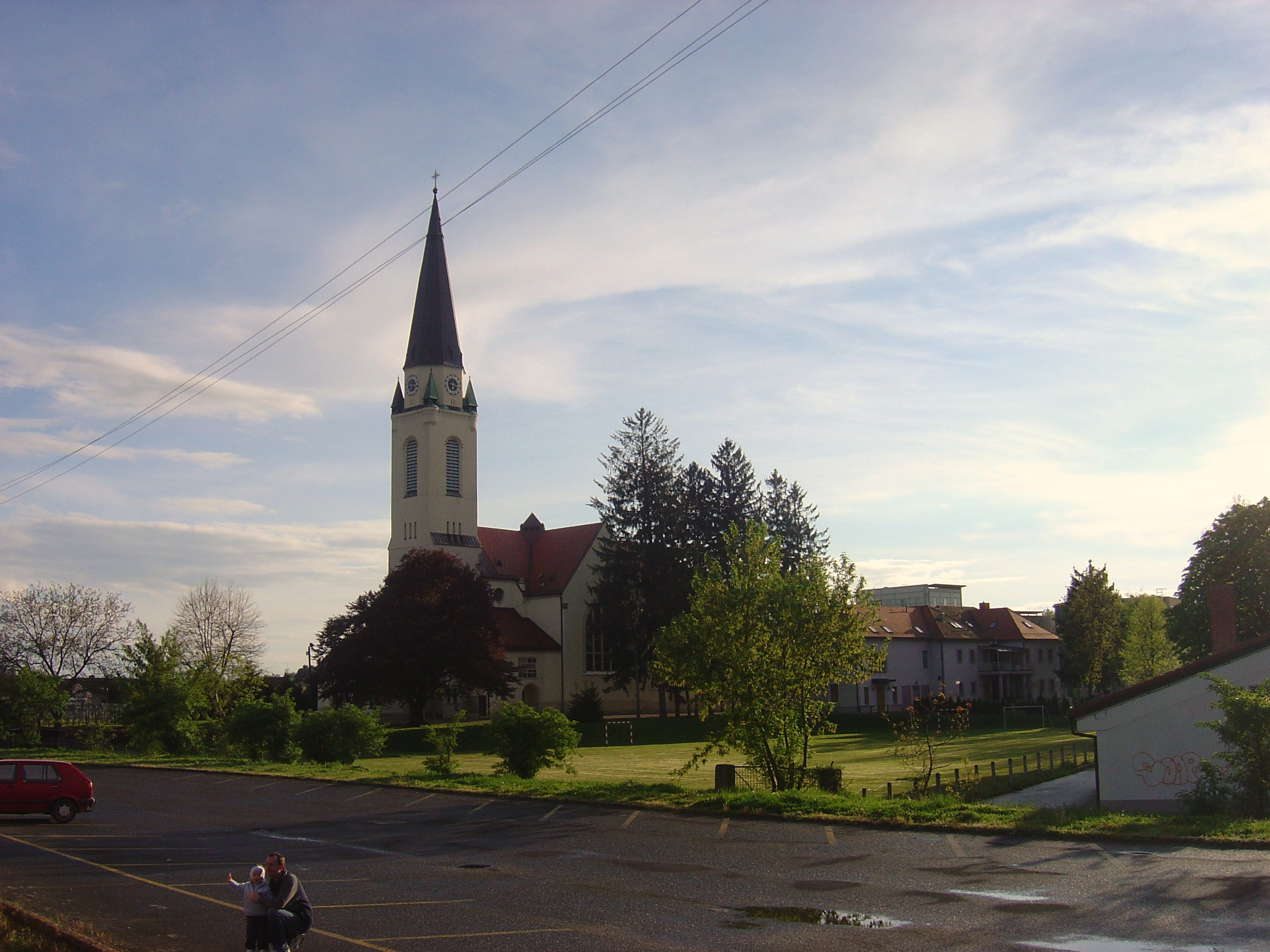
Собор Святого Миколая
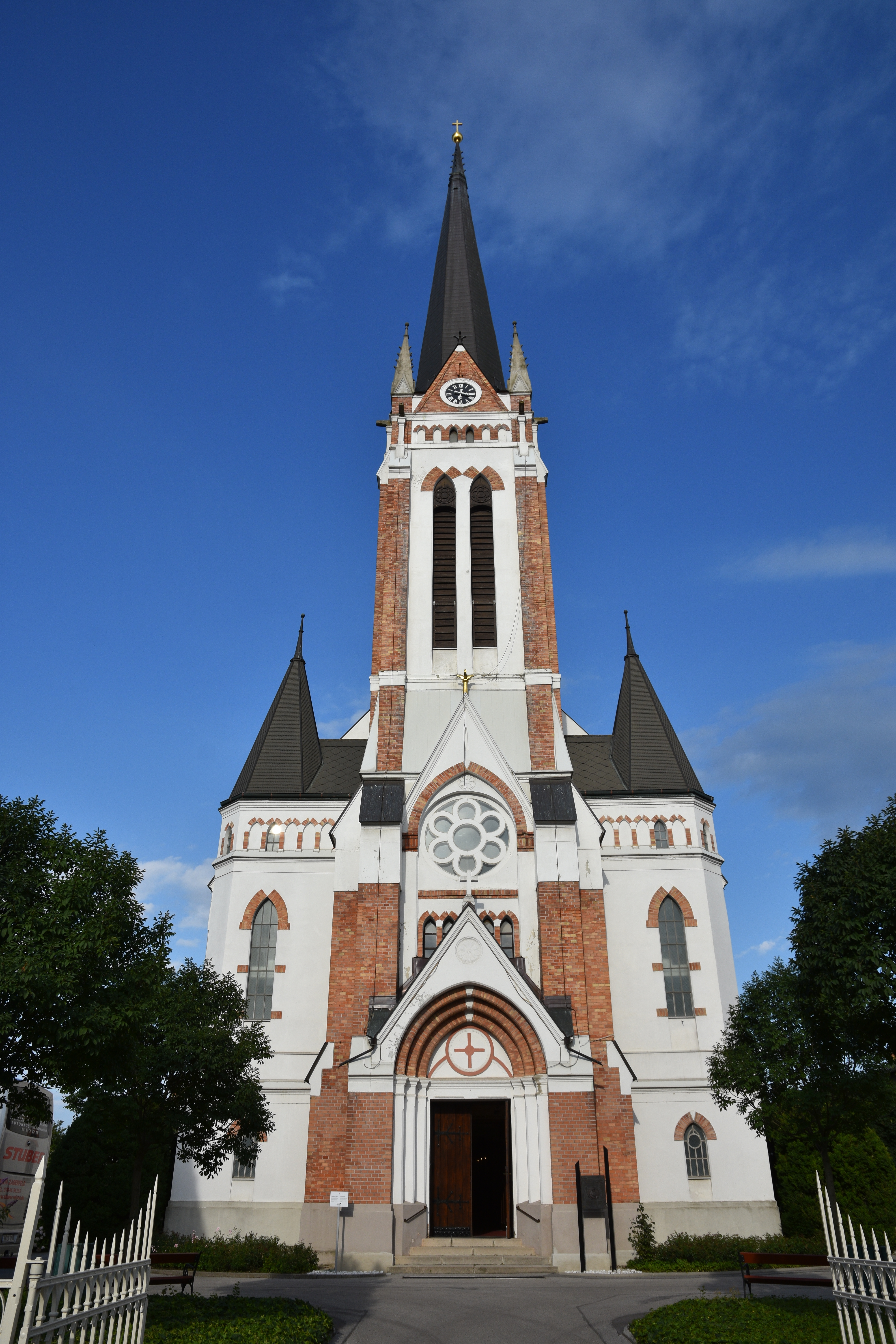
Лютеранська кірха
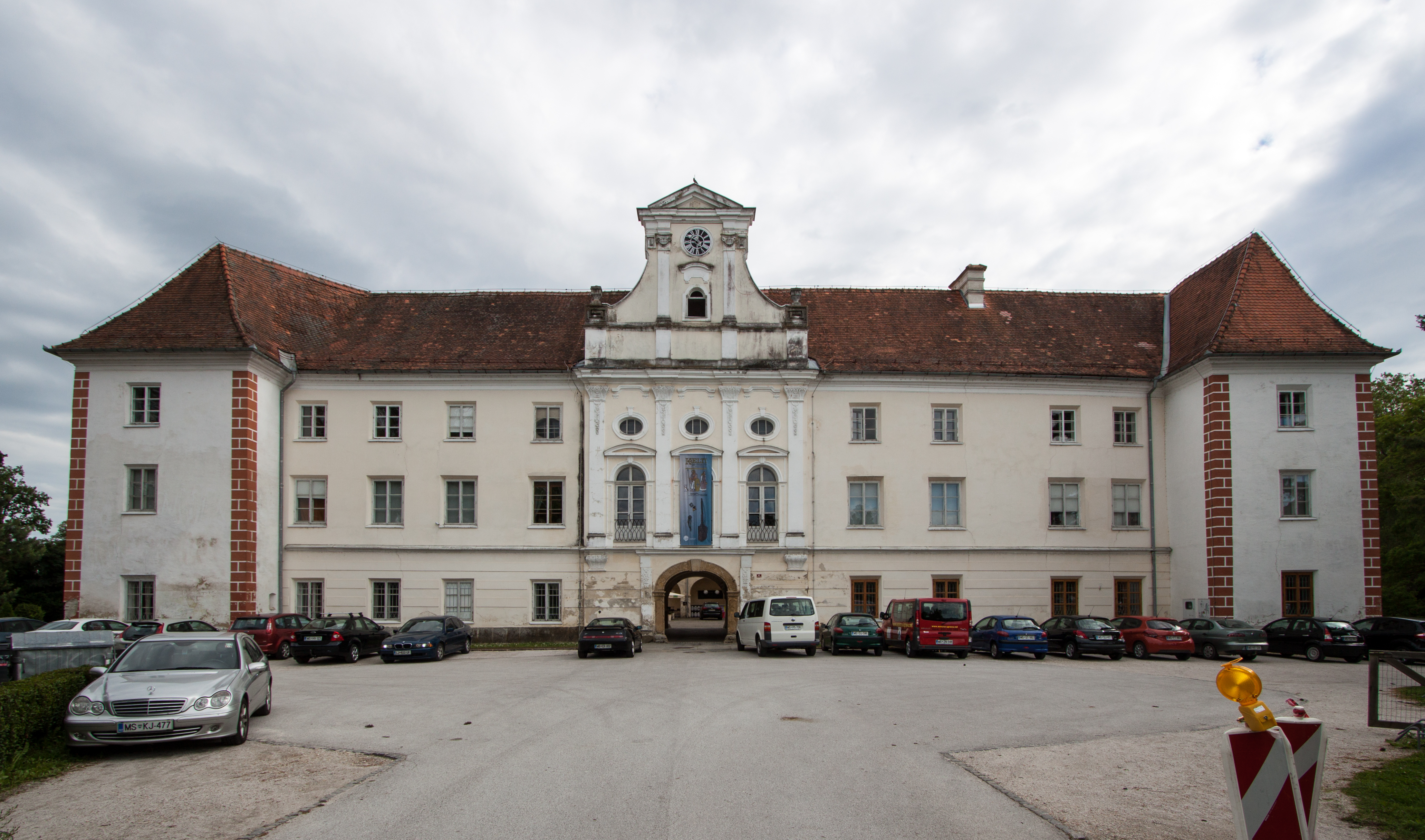
Замок
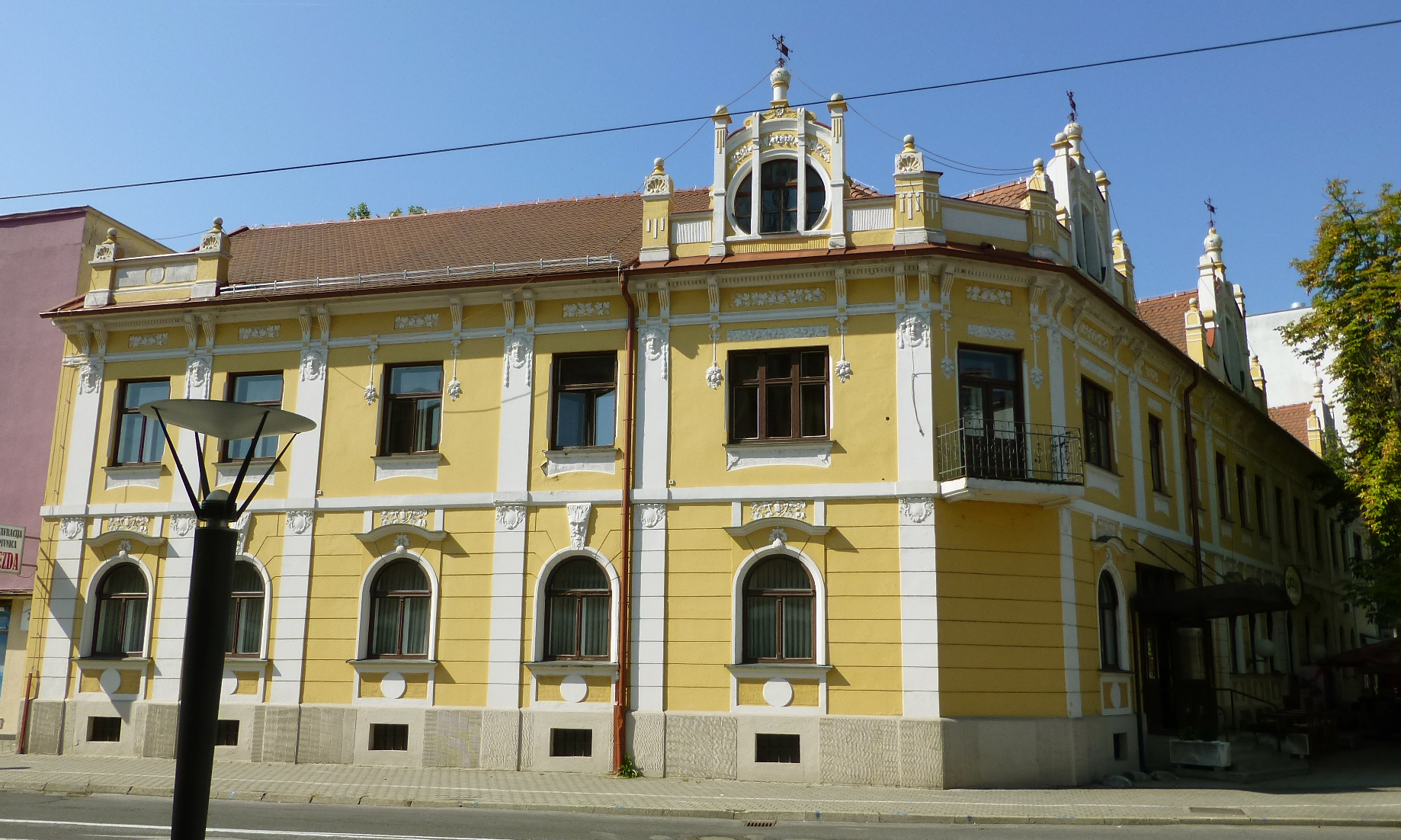
Готель «Звезда»
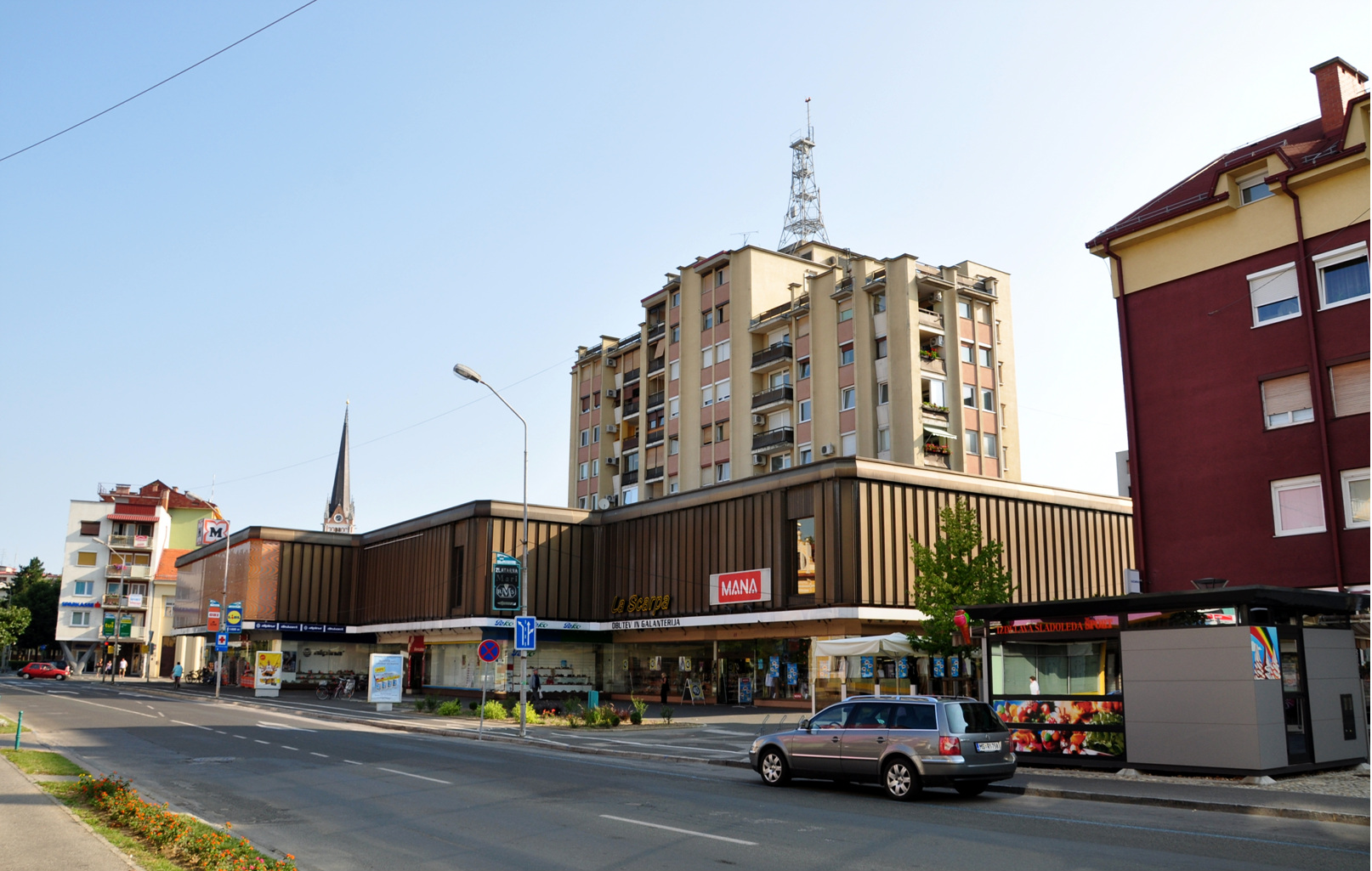